# Power Macintosh 7600
Le Power Macintosh 7600 remplaçait le Power Macintosh 7500. Sa seule différence était le processeur PowerPC 604 qui remplaçait le vieillissant 601 du 7500.
Le Power Macintosh 7600 est sorti en avril 1996 avec un processeur initialement cadencé à 120 MHz. Il fut mis à jour quatre mois plus tard avec un processeur à 132 MHz.
Une dernière mise à jour vint en février 1997 : ce modèle était bien plus rapide avec un processeur 604e cadencé à 200 MHz, une mémoire cache de niveau 1 doublée (64 Kio contre 32 Kio), plus de mémoire vive (32 Mio en standard), un disque dur plus gros (2 Go contre 1,2 Go) et un lecteur CD-ROM plus rapide. Ce modèle ne fut commercialisé qu'en Asie et en Australie.

## Caractéristiques
| Processeur                | PowerPC 604 32 bits cadencé à 120, 132 ou 200 MHz |
| Bus système               | 64 bits cadencé respectivement à 40, 44 et 50 MHz |
| Mémoire morte             | 4 Mio |
| Mémoire vive              | 16 Mio (modèles 120 et 132 MHz) ou 32 Mio (modèle 200 MHz), extensible à 512 Mio (ou 1 Gio avec des barrettes plus récentes non supportées par Apple) |
| Mémoire cache de niveau 1 | 32 Kio (modèles 120 et 132 MHz) ou 64 Kio (modèle 200 MHz) |
| Mémoire cache de niveau 2 | 256 Kio |
| Disque dur                | SCSI de 1,2 Go (modèles 120 et 132 MHz) ou 2 Go (modèle 200 MHz) |
| Lecteurs                  | Lecteur de disquette 1,44 Mo 3,5" Lecteur CD-ROM 4x (modèles 120 et 132 MHz) ou 12x (modèle 200 MHz) |
| Carte vidéo               | 2 Mio de mémoire vidéo (extensible à 4 Mio avec des modules de 1 Mio) |
| Résolutions supportées    | 512 × 384 en 24 bits 640 × 480 en 24 bits 800 × 600 en 24 bits 832 × 624 en 24 bits 1 024 × 768 en 16 bits (24 bits avec 4 Mio de mémoire vidéo) 1 152 × 870 en 16 bits (24 bits avec 4 Mio de mémoire vidéo) 1 280 × 1 024 en 8 bits (16 bits avec 4 Mio de mémoire vidéo) |
| Slots d'extension         | 3 slots d'extension PCI (dont un occupé par la carte vidéo) 8 connecteurs mémoire de type DIMM 168 broches (vitesse minimale : 70 ns) 2 emplacement VRAM libres 1 emplacement 3,5" (pour disque dur) libre                                                                  |
| Connectique               | 1 port SCSI DB-25 2 ports série Mini Din-8 Geoports 1 port ADB Port Ethernet AAUI et 10BASE-T Port vidéo DB-15 Sortie audio stéréo 16 bits Entrée audio stéréo 16 bits Entrées/sorties audio RCA Entrée S-Vidéo Entrée vidéo RCA Composite                                  |
| Haut-parleur              | Mono |
| Dimensions                | 15,6 × 36,5 × 43,0 cm |
| Poids                     | 10 kg |
| Alimentation              | 150 W |
| Systèmes supportés        | Système 7.5.3 à Mac OS 9.1 |